# Мировые рекорды на дистанции 50 метров в плавании брассом у мужчин в 25-метровом бассейне
Прогресс мировых рекордов на дистанции 50 метров брассом у мужчин в 25-метровом бассейне. Первый мировой рекорд в плавании на дистанции 50 метров брассом у мужчин в 25-метровом бассейне был зарегистрирован Международной Федерацией плавания ФИНА в 1991 году.
Обвал мировых рекордов в плавании в 2008/2009 совпал с введением полиуретановых костюмов от Speedo (LZR, 50 % полиуретана) в 2008 году и Arena (X-Glide), Adidas (Hydrofoil) и итальянского производителя плавательных костюмов Jaked (все 100 % полиуретана) в 2009 году. Запрет ФИНА на плавательный костюм из полиуретана вступил в силу в январе 2010 года.
Прогресс мировых рекордов на дистанции 50 метров брассом у мужчин в 25-метровом бассейне
| Номер | Время   | Имя                  | Национальность | Дата            | Соревнование                 | Место                   | Прим. |
| ----- | ------- | -------------------- | -------------- | --------------- | ---------------------------- | ----------------------- | ----- |
| 1     | 27.00   | Марк Варнеке         | Германия       | 18 февраля 1995 | Кубок мира по плаванию ФИНА  | Гельзенкирхен, Германия | [ 2 ] |
| 2     | 26.97   | Марк Варнеке         | Германия       | 8 сентября 1997 | Кубок мира по плаванию ФИНА  | Париж, Франция          | [ 2 ] |
| 3     | 26.97=  | Марк Варнеке         | Германия       | 28 ноября 1998  | Чемпионат Германии           | Фульда, Германия        | [ 3 ] |
| 4     | 26.70   | Марк Варнеке         | Германия       | 11 Декабря 1998 | Чемпионат Европы по плаванию | Шеффилд, Великобритания | [ 2 ] |
| 5     | 26.28   | Гленн Мозес          | США            | 22 Января 2002  | Кубок мира по плаванию ФИНА  | Стокгольм, Швеция       | [ 4 ] |
| 6     | 26.20   | Олег Лисогор         | Украина        | 26 Января 2002  | Кубок мира по плаванию ФИНА  | Берлин, Германия        | [ 5 ] |
| 7     | 26.17   | Олег Лисогор         | Украина        | 21 января 2006  | Кубок мира по плаванию ФИНА  | Берлин, Германия        | [ 5 ] |
| 8     | 26.08   | Камерон Ван дер Бург | ЮАР            | 8 ноября 2008   | Кубок мира по плаванию ФИНА  | Москва, Россия          | [ 6 ] |
| 9     | 25.94   | Камерон Ван дер Бург | ЮАР            | 11 ноября 2008  | Кубок мира по плаванию ФИНА  | Стокгольм, Швеция       | [ 6 ] |
| 10    | 25.43   | Камерон Ван дер Бург | ЮАР            | 8 августа 2009  | Чемпионат ЮАР                | Питермарицбург, ЮАР     | [ 6 ] |
| 11    | 25.25   | Камерон Ван дер Бург | ЮАР            | 14 ноября 2009  | Кубок мира по плаванию ФИНА  | Берлин, Германия        | [ 6 ] |
| 12    | 25,25 = | Илья Шиманович       | Беларусь       | 7 ноября 2021   | Чемпионат Европы             | Казань, Россия          | [ 7 ] |

Рекорды зафиксированные не финале: 1/2 — полуфинал, 1/4 — предварительные заплывы, э — эстафета.